# Dennis Hilgers
Dennis Hilgers (Amsterdam, 7 november 1968) is een Nederlandse electronic news gathering (ENG) cameraman en editor die veel voor Nieuwsuur werkt.
Na een korte Audio Visuele opleiding voor ENG Cameraman bij opleidingsinstituut Videcom, werkt Hilgers vanaf 1996 als cameraman voor verschillende facilitaire AV-bedrijven. Hij begon bij de Cinevideogroep en stroomde daarna door naar Camco, vervolgens ging hij via een fusie naar CamCompany en daarna naar DutchViewENG dat daarna TeamFacilities ging heten. Sinds 2017 is Hilgers in dienst bij The ENG-Company. 
Tussen 1996 en 2001 was hij cameraman voor verschillende televisiepogramma's zoals, Studio Sport en Sport 7 (Ere-divisie voetbal). Een aantal jaren later breidde Hilgers zijn werkpakket uit met programma's zoals Peter R. de Vries, Nationale Autosport, De Week van Willibrord, TV woonmagazine, Al You need is Love, en nog tientallen andere televisieprogramma's. Rond 2005 ging Hilgers steeds vaker werken voor het televisieprogramma NOVA dat in 2010 Nieuwsuur ging heten. Sinds 2010 is Dennis Hilgers zelfmonterend ENG cameraman met als grootste opdrachtgever Nieuwsuur.

## Erkenning
In 2011 won Twan Huys vanwege een interview met Thom Karremans de Sonja Barend Award. Hilgers was verantwoordelijk voor het camerawerk.
Meerdere NOVA-programma's waarbij Hilgers het camerawerk deed wonnen een Tegel, zoals Alcoholmisbruik bij kinderen (2006) en De Ooggetuigen van de Decembermoorden (2007).
Voor zijn camerawerk werd hij meermalen genomineerd voor een Stan Storimans Tegel. Tweemaal voor een NOVA-reportage: In 2009 voor Verkiezingen in Iran en een jaar later voor Aardbeving Haiti. Uitzendingen van Nieuwsuur waar Hilgers een Tegelnominatie mee verdiende waren Cholera epidemie Haiti (2011), Nederlandse miljoenensteun aan Syrische strijdgroepen (2018) en Chinese invloeden op het westen (Servië) (2021) 
De Storimans Tegel voor excellent journalistiek camerawerk kreeg Hilgers in 2017 voor de Nieuwsuurreportage, Treinreis door de VS: Amerikanen verdeeld over één jaar Trump (2017). In 2022 won Hilgers wederom de Storimans Tegel voor de Nieuwsuur reportage, Twee maanden na de moessonregen hebben 9 miljoen Pakistanen nog altijd hulp nodig.

## Prijzen
- De Tegel 2022
- De Tegel  2017